# 阿里山薹草
阿里山薹草（学名：Carex arisanensis），为莎草科薹草属下的一个种。分布在台湾岛、琉球群岛南部以及中国大陆的广西等地，生长于海拔900米至1,100米的地区，多生长在林下，目前尚未由人工引种栽培。

## 扩展阅读
維基物種上的相關：阿里山薹草